# Cyklop (dykning)

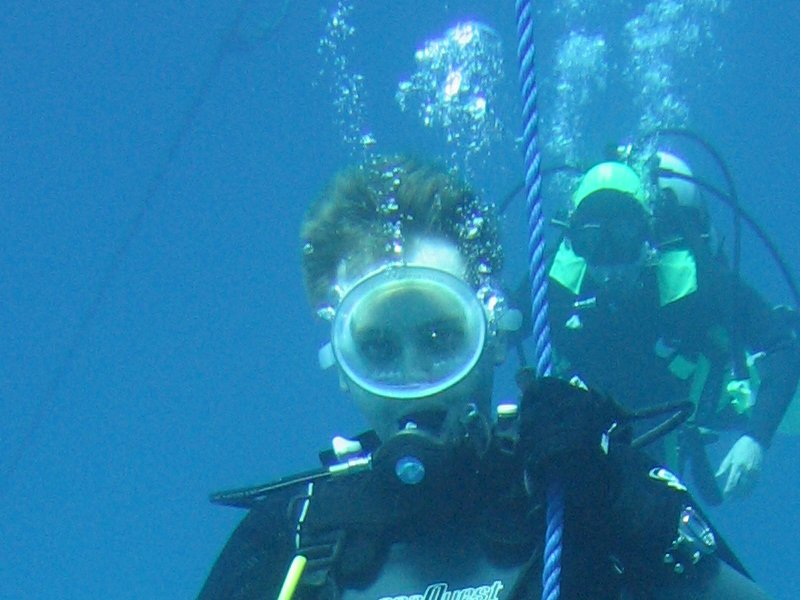
En dykare i cyklop.

Cyklop eller cyklopöga, är en benämning på en typ av dykmask. Ett cyklop används vid dykning eller snorkling för att kunna se klart under vattnet. Ett cyklop har liksom en dykarhjälm ett gemensamt glasfönster (senare också i plast eller plexiglas) för båda ögonen, vilket gett upphov till namnet. Numera har de flesta dykmasker två glasytor och kallas därför inte längre cyklop, men benämningen används fortfarande då den har stor spridning.  
Ordet "cyklopöga" finns belagt i svenska språket sedan 1948, medan det mer vardagliga uttrycket "cyklop" finns sedan ungefär 1980.